# Zapasy na Letnich Igrzyskach Olimpijskich 1948 – kategoria do 79 kg w stylu klasycznym
Zmagania mężczyzn do 79 kg to jedna z ośmiu męskich konkurencji w zapasach w stylu klasycznym rozgrywanych podczas Letnich Igrzysk Olimpijskich 1948. Pojedynki w tej kategorii wagowej odbyły się w dniach 3–6 sierpnia.
Punktacja opierała się na systemie „złych punktów karnych”. Przegrany otrzymywał 3 punkty za „łopatki” lub jednomyślną przegraną, a dwa punkty za porażkę 2-1. Zwycięzca otrzymywał jeden punkt za wygraną 2-1, a w pozostałych przypadkach zero. W każdej z rund odpadł zawodnik, który zgromadził łącznie pięć punktów lub więcej.

## Klasyfikacja[1]
| Lp. | Państwo         | Zawodnik            |
| --- | --------------- | ------------------- |
| 1   | Szwecja         | Axel Grönberg       |
| 2   | Turcja          | Muhlis Tayfur       |
| 3   | Włochy          | Ercole Gallegati    |
| 4   | Belgia          | Jean-Baptiste Benoy |
| 5   | Norwegia        | Kaare Larsen        |
| 6   | Finlandia       | Juho Kinnunen       |
| 7   | Węgry           | Gyula Németi        |
| 8   | Austria         | Anton Vogel         |
| .   | Szwajcaria      | Ernst Kolb          |
| 10  | Argentyna       | Alberto Bolzi       |
| .   | Egipt           | Abbas Ahmad         |
| .   | Wielka Brytania | Stan Bissell        |
| .   | Holandia        | Klaas de Groot      |

## Wyniki
* „Łopatki” (ang. fall, touche) – pozycja w której zawodnik dotyka łopatkami maty (oznaczająca koniec walki).

### Pierwsza runda[2]
| Zwycięzca           | Punkty karne | Wynik        | Przegrany      | Punkty karne |
| ------------------- | ------------ | ------------ | -------------- | ------------ |
| Axel Grönberg       | 0            | Łopatki      | Abbas Ahmad    | 3            |
| Juho Kinnunen       | 1            | Decyzja, 2:1 | Gyula Németi   | 2            |
| Muhlis Tayfur       | 1            | Decyzja, 3:0 | Klaas de Groot | 3            |
| Ercole Gallegati    | 0            | Łopatki      | Alberto Bolzi  | 3            |
| Anton Vogel         | 0            | Łopatki      | Stan Bissell   | 3            |
| Jean-Baptiste Benoy | 0            | Łopatki      | Ernst Kolb     | 3            |
| Kaare Larsen        | 0            | Bez walki    |                |              |

### Druga runda[3]
| Zwycięzca           | Punkty karne | Wynik        | Przegrany      | Punkty karne |
| ------------------- | ------------ | ------------ | -------------- | ------------ |
| Axel Grönberg       | 1            | Decyzja, 3:0 | Kaare Larsen   | 3            |
| Juho Kinnunen       | 1            | Łopatki      | Abbas Ahmad    | 6            |
| Gyula Németi        | 2            | Łopatki      | Klaas de Groot | 6            |
| Muhlis Tayfur       | 1            | Łopatki      | Alberto Bolzi  | 6            |
| Ercole Gallegati    | 1            | Decyzja, 3:0 | Anton Vogel    | 3            |
| Jean-Baptiste Benoy | 0            | Łopatki      | Stan Bissell   | 6            |
| Ernst Kolb          | 3            | Bez walki    |                |              |

### Trzecia runda[4]
| Zwycięzca           | Punkty karne | Wynik     | Przegrany        | Punkty karne |
| ------------------- | ------------ | --------- | ---------------- | ------------ |
| Kaare Larsen        | 3            | Łopatki   | Ernst Kolb       | 6            |
| Axel Grönberg       | 1            | Łopatki   | Juho Kinnunen    | 4            |
| Gyula Németi        | 2            | Łopatki   | Ercole Gallegati | 4            |
| Muhlis Tayfur       | 1            | Łopatki   | Anton Vogel      | 6            |
| Jean-Baptiste Benoy | 0            | Bez walki |                  |              |

### Czwarta runda[5]
| Zwycięzca        | Punkty karne | Wynik        | Przegrany           | Punkty karne |
| ---------------- | ------------ | ------------ | ------------------- | ------------ |
| Kaare Larsen     | 4            | Decyzja, 3:0 | Jean-Baptiste Benoy | 3            |
| Axel Grönberg    | 1            | Decyzja, 3:0 | Gyula Németi        | 5            |
| Juho Kinnunen    | 5            | Decyzja, 3:0 | Muhlis Tayfur       | 4            |
| Ercole Gallegati | 4            | Bez walki    |                     |              |

### Piąta runda[6]
| Zwycięzca        | Punkty karne | Wynik        | Przegrany           | Punkty karne |
| ---------------- | ------------ | ------------ | ------------------- | ------------ |
| Axel Grönberg    | 1            | Łopatki      | Jean-Baptiste Benoy | 6            |
| Ercole Gallegati | 5            | Decyzja, 3:0 | Kaare Larsen        | 7            |
| Muhlis Tayfur    | 4            | Bez walki    |                     |              |

### Szósta runda[7]
| Zwycięzca     | Punkty karne | Wynik        | Przegrany     | Punkty karne |
| ------------- | ------------ | ------------ | ------------- | ------------ |
| Axel Grönberg | 2            | Decyzja, 3:0 | Muhlis Tayfur | 7            |